# Nombres 10 000 000 à 99 999 999
Cet article recense quelques entiers naturels ayant des propriétés remarquables et inclus dans l'intervalle allant de 10 000 000 à 99 999 999, tous deux inclus.

## Nombres dans l'intervalle (10 000 000-24 999 999)
- 10000000 - 107
- 10077696 - 69
- 10042001 - nombre premier pythagoricien.
- 10609137 - nombre de Leyland
- 11111111 - nombre uniforme
- 11390625 - 156
- 11436171 - nombre de Keith
- 11485154 - nombre de Markov
- 12648430 - en hexadécimal : C0FFEE (café en anglais).
- 13782649 - nombre de Markov
- 14348907 = 315
- 14352282 - nombre de Leyland
- 14930352 - nombre de Fibonacci
- 15994428 - nombre de Pell
- 16609837 - nombre de Markov
- 16769023 - nombre de Carol
- 16777216 = 224 (puissance de deux)
- 16777792 - nombre de Leyland
- 16785407 - nombre de Kynea
- 16797952 - nombre de Leyland
- 16964653 - nombre de Markov
- 18199284 - nombre de Motzkin
- 19487171 = 117
- 19680277 - nombre de Wedderburn-Etherington
- 20031170 - nombre de Markov
- 21531778 - nombre de Markov
- 21621600 - nombre colossalement abondant
- 22222222 - nombre uniforme
- 24137569 - 176
- 24157817 - nombre de Fibonacci, nombre de Markov

## Nombres dans l'intervalle (25 000 000-49 999 999)
- 27644437 - nombre de Bell
- 33333333 - nombre uniforme
- 33445755 - nombre de Keith
- 33550336 - nombre parfait
- 33554432 - nombre de Leyland, 225
- 33555057 - nombre de Leyland
- 34012224 - 186
- 35831808 - 127
- 36614981 - factorielle alternative
- 38613965 - nombre de Pell, nombre de Markov
- 39088169 - nombre de Fibonacci
- 39916800 = 11!
- 39916801 - nombre premier factoriel et reimerp
- 40353607 = 79
- 43046721 = 316
- 43050817 - nombre de Leyland
- 43484701 - nombre de Markov
- 44121607 - nombre de Keith
- 44444444 - nombre uniforme
- 45136576 - nombre de Leyland
- 46026618 - nombre de Wedderburn-Etherington
- 47045881 - 196
- 48828125 - 511
- 48928105 - nombre de Markov
- 48989176 - nombre de Leyland

## Nombres dans l'intervalle (50 000 000-74 999 999)
- 50852019 - nombre de Motzkin
- 55555555 - nombre uniforme
- 60466176 - 610
- 61466176 - nombre de Leyland
- 62748517 = 137
- 63245986 - nombre de Fibonacci, nombre de Markov
- 64000000 - 206
- 66666666 - nombre uniforme
- 67092479 - nombre de Carol
- 67108864 = 226
- 67109540 - nombre de Leyland
- 67125247 - nombre de Kynea
- 67137425 - nombre de Leyland

## Nombres dans l'intervalle (75 000 000-99 999 999)
- 77777777 - nombre uniforme
- 78442645 - nombre de Markov
- 87539319 - nombre taxicab
- 88888888 - nombre uniforme
- 93222358 - nombre de Pell
- 94418953 - nombre de Markov
- 99999999 - nombre uniforme, nombre de Friedman, reconnu comme étant à la fois un nombre uniforme et un nombre de Friedman